# NGC 3165
NGC 3165 في الفهرس العام الجديد، هي مجرة، تقع في كوكبة السدس. اكتشفت في 30 يناير 1856 بواسطة ويليام بارسونز.

## روابط خارجية
- NGC 3165 على موقع ويكي سكاي: DSS2, SDSS, GALEX, IRAS, Hydrogen α, X-Ray, Astrophoto, Sky Map, Articles and images